# Забрђе (Милићи)
Забрђе је насељено мјесто у општини Милићи, Република Српска, БиХ. Према попису становништва из 1991. у насељу је живјело 83 становника.

## Географија
Налази се на око 600 метара надморске висине, површине 4,03 км2 , удаљено око 15 км од општинског центра. Припада мјесној заједници Дервента. Општина Милићи формирана
је 1992, а дотад су њена насеља припадала општини Власеница. Село је разбијеног типа, а засеоци су Забрђе и Мановићи. Смјештено је на брдовитом терену. Кроз атар, у којем постоје три извора, протиче Равнички поток.

## Историја
У дефтеру из 1604. у Нахији Бирче помиње се село Забрђе, са седам домаћинстава (шест хришћанских и једним муслиманским). Због чувања дербенда (кланца) на брду Равне (данас Равно брдо), преко којег је ишао пут који је повезивао Босански санџак са Херцеговачким, Зворничким и Смедеревским санџаком, становници села били су ослобођени плаћања дијела пореза.
Током Другог свјетског рата погинула су четири борца НОВЈ и страдао је 61 цивил. У рату 1992-1995. погинула су три борца ВРС. У Милићима се налазе спомен-обиљежја за цијелу општину: погинулим борцима НОВЈ и цивилним жртвама Другог свјетског рата, погинулим борцима ВРС, подигнуто 2000, и спомен-соба у Храму Светог великомученика Димитрија, посвећена погинулим борцима ВРС и цивилима. Становништво се углавном бави пољопривредом. Најближе цркве и школе налазе се у селу Дервента и у Милићима. У атару постоји гробље. Забрђе је добило електричну енергију седамдесетих година ХХ вијека. Мјештани се снабдијевају водом са каптираних извора. Село је макадамским путем повезано са општинским центром.

## Становништво
Забрђе је 1879. имало 13 домаћинстава и 101 становника (православци); 1910. - 121 становника; 1948. - 102; 1971. - 186; 1991. - 83 (Срби); 2013. - седам домаћинстава и 12 становника (Срби). Породице Брежанчић и Миросављевић славе Св. Алимпија Столпника, Аврамовић, Миловчевић и Трифковић - Лазареву суботу.
| Демографија | Демографија | Демографија |
| Година      | Становника  | Становника  |
| ----------- | ----------- | ----------- |
| 1879.       | 101         |             |
| 1910.       | 121         |             |
| 1948.       | 102         |             |
| 1961.       | 166         |             |
| 1971.       | 186         |             |
| 1981.       | 136         |             |
| 1991.       | 82          |             |
| 2013.       | 12          |             |